# Charlie Austin
Charles ("Charlie") Austin (Hungerford, 5 juli 1989) is een Engels voetballer die doorgaans als aanvaller speelt. Hij verruilde Southampton in augustus 2019 voor West Bromwich Albion. Op 27 juni 2022 is bekend geworden dat hij een contract heeft getekend bij Brisbane Roar. 

## Clubcarrière
Austin speelde vijf jaar in de jeugd bij Reading. Daarna speelde hij bij de amateurs voor AFC Newbury, Thatcham Town, Kintbury Rangers, Hungerford Town FC en Poole Town. Austin kreeg in september 2009 na een proefweek bij Swindon Town een contract tot het einde van het seizoen. Op 24 oktober 2009 maakte hij in het shirt van Swindon zijn profdebuut in de League One, tegen Norwich City. Austin stond op 21 november 2009 voor het eerst in de basis, tegen Carlisle United. Hij scoorde die wedstrijd na drie minuten zijn eerste doelpunt.
Austin tekende op 28 januari 2011 een contract voor 3,5 jaar bij Burnley, dat €1,4 miljoen voor hem betaalde. Hij debuteerde hiervoor op 1 februari 2011 in de Championship, tegen Doncaster Rovers. In zijn eerste volledige seizoen scoorde hij zestien doelpunten voor Burnley, waarmee hij clubtopscorer werd.
Austin verruilde Burnley op 1 augustus 2013 voor Queens Park Rangers, dan net gedegradeerd naar de Championship. Na één seizoen promoveerde hij met de club naar de Premier League, waarin hij op 16 augustus 2014 zijn eerste wedstrijd speelde. Queens Park Rangers verloor die dag met 0-1 thuis van Hull City, waarbij Austin in de 85ste minuut een strafschop miste. Twee weken later won hij met zijn ploeggenoten van Sunderland. Austin scoorde die wedstrijd de enige goal van de wedstrijd, zijn eerste in de Premier League. Op zondag 10 mei 2015 degradeerde hij met Queens Park Rangers uit de Premier League. Manchester City versloeg de hekkensluiter op die dag met 6-0, waardoor degradatie een feit was.
Op 16 januari 2016 maakte Austin de overstap naar het Southampton van trainer Ronald Koeman.

## Clubstatistieken
| Seizoen | Club                | Land     | Competitie               | Wed. | Doelp. |
| ------- | ------------------- | -------- | ------------------------ | ---- | ------ |
| 2006/07 | Kintbury Rangers    | Engeland | Hellenic Football League | 27   | 20     |
| 2007/08 | Hungerford Town FC  | Engeland | Hellenic Football League | 30   | 5      |
| 2008/09 | Poole Town FC       | Engeland | Wessex Football League   | 34   | 34     |
| 2009/10 | Poole Town FC       | Engeland | Wessex Football League   | 8    | 14     |
| 2009/10 | Swindon Town FC     | Engeland | League One               | 36   | 20     |
| 2010/11 | Swindon Town FC     | Engeland | League One               | 21   | 12     |
| 2010/11 | Burnley FC          | Engeland | Championship             | 4    | 0      |
| 2011/12 | Burnley FC          | Engeland | Championship             | 41   | 16     |
| 2012/13 | Burnley FC          | Engeland | Championship             | 37   | 24     |
| 2013/14 | Queens Park Rangers | Engeland | Championship             | 34   | 19     |
| 2014/15 | Queens Park Rangers | Engeland | Premier League           | 35   | 18     |
| 2015/16 | Queens Park Rangers | Engeland | Championship             | 16   | 9      |
| 2015/16 | Southampton         | Engeland | Premier League           | 7    | 1      |
| 2016/17 | Southampton         | Engeland | Premier League           | 15   | 6      |
| 2017/18 | Southampton         | Engeland | Premier League           | 24   | 7      |
| 2018/19 | Southampton         | Engeland | Premier League           | 25   | 2      |
| Totaal  | Totaal              | Totaal   | Totaal                   | 394  | 207    |

1 Palmer ·
2 Furlong ·
3 Holgate ·
4 Styles ·
5 Bartley ·
6 Ajayi ·
7 Wallace  ·
8 Molumby ·
9 Maja ·
10 Swift ·
11 Diangana ·
12 Dike ·
14 Heggem ·
17 Diakité ·
18 Grant ·
19 Dobbin ·
20 Račić ·
21 McNair ·
22 Johnston ·
23 Wildsmith ·
24 Frabotta ·
27 Mowatt ·
30 Cann ·
31 Fellows ·
44 Cole ·
Coach: Corberán